# The Great Mass
| Оценки критиков | Оценки критиков |
| Источник        | Оценка          |
| --------------- | --------------- |
| Metal Storm     | link            |
| The NewReview   | link            |
| Thrash Magazine | link            |

The Great Mass — восьмой студийный альбом греческой дэт-метал-группы Septicflesh, вышедший в 2011 году. Диск назван лучшим альбомом в стиле симфоник-метал по версии Metal Storm Awards-2011.
The Great Mass второй альбом после реюниона группы в 2007 году. Septicflesh выпустили перед этим альбомом Communion. Диск соединил в себе оркестровую музыку и метал.
The Great Mass — один из наиболее удавшихся альбомов Septicflesh. Как и ранее, Septicflesh продолжают играют в стилях симфоник-метал и мелодичный дэт-метал. Вокал состоит из гроулинга Сета и «чистого» голоса Сотириса Вагенаса. Вместе с металом сочетается классическая музыка. Оркестровые партии записаны с Пражским Филармоническим Оркестром, включая полный хор и детское сопрано. Огромную роль в звучании альбома сыграли Крис Антониоу, гитарист и семплист группы, Сотирис Вагенас вокалист и гитарист группы и Петер Тэгтгрен, известный продюсер и музыкант, смикшировавший альбом на лейбле Season of Mist

## Список композиций
| №   | Название                    | Длительность |
| --- | --------------------------- | ------------ |
| 1.  | «The Vampire from Nazareth» | 4:08         |
| 2.  | «A Great Mass of Death»     | 4:46         |
| 3.  | «Pyramid God»               | 5:13         |
| 4.  | «Five-Pointed Star»         | 4:33         |
| 5.  | «Oceans of Grey»            | 5:11         |
| 6.  | «The Undead Keep Dreaming»  | 4:29         |
| 7.  | «Rising»                    | 3:16         |
| 8.  | «Apocalypse»                | 3:55         |
| 9.  | «Mad Architect»             | 3:36         |
| 10. | «Therianthropy»             | 4:28         |

## Участники записи
- Спирос Антониу — вокал, бас
- Сотирис Вагенас — вокал, гитара
- Христос Антониу — гитара, семплирование
- Фотис Бенардо — ударные
- Babis Bob Katsionis — клавишные
- Androniki Skoula (Chaostar) — меццо-сопрано
- Iliana Tsakiraki (Meden Agan) — сопрано
- George Diamantopoulos (Chaostar) — кавал, танбур